# Pflegesessel

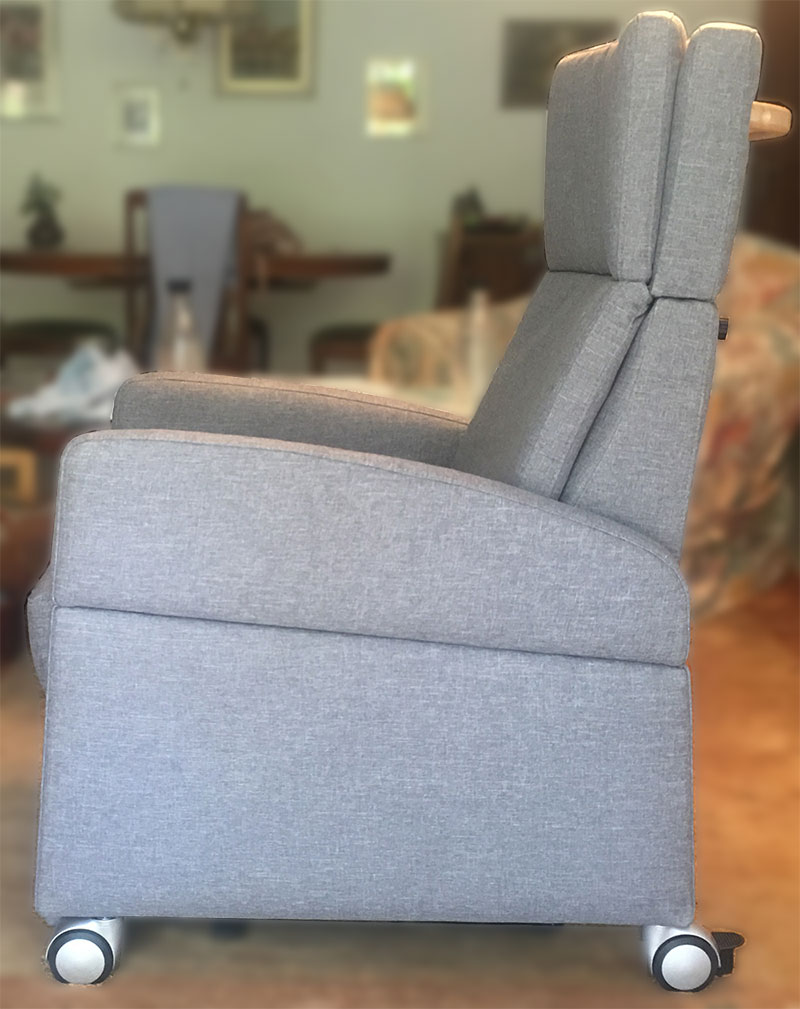
Beispiel für einen Pflegesessel mit den aufgeführten Funktionen in privater Umgebung

Ein Pflegesessel (auch Aufstehsessel oder Reha-Sessel) ist ein multifunktionales Hilfsmittel zum Sitzen, das Menschen mit Pflegebedürftigkeit und ihre Betreuer im Alltag unterstützt und dabei die Anforderungen des Gesundheitswesens in Bezug auf Pflege und Hygiene erfüllt. Je nach Modell und Ausführung bieten Pflegesessel neben Halt, Stabilität und Entlastung bei geschwächter Muskulatur eine Verstellbarkeit bis hin zur Liegefläche, eine Rollstuhlfunktion und eine Aufstehhilfe. Durch die Funktionalität des Pflegesessels sollen auch pflegende Angehörige sowie die entsprechenden Berufsgruppen in Kliniken und Pflegeeinrichtungen körperlich entlastet werden. Pflegesessel können durch ihre einem normalen Sessel ähnelnde Optik die Akzeptanz für Pflegehilfsmittel bei den Betroffenen erhöhen.

## Krankheitsbilder und Einsatzbereiche

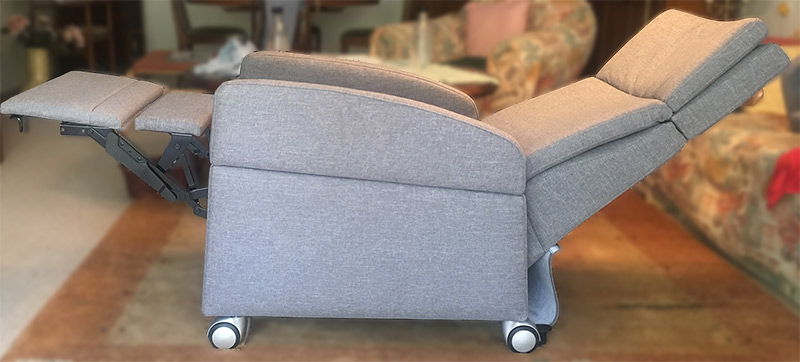
Pflegesessel/ReHa-Sessel in der Liegelage mit Herz-Waage-Position: Die Beine liegen über dem Becken zur Entlastung der Venen, was sich herz- und kreislaufschonend auswirkt

Pflegesessel sind darauf ausgerichtet, Menschen mit unterschiedlichen Krankheitsbildern oder Pflegestufen zu unterstützen: temporär oder dauerhaft, in einer Klinik, Pflegeeinrichtung oder im heimischen Umfeld. Sie sorgen bei Krankheitsbildern wie Parkinson, Muskelschwäche oder ALS für Entlastung und kommen nach Herzinfarkt, Lähmung, Unfall oder bei Alzheimer und Demenz zum Einsatz. Ihre Einsatzfelder reichen vom privaten Bereich über Reha- und Tageskliniken bis zu Palliativstationen und Geriatrien. Onkologien und Stroke Units nutzen dieses Hilfsmittel genauso wie der Bereich des Betreuten Wohnens und Altenheime.

## Merkmale

### Manuelle oder elektrische Verstellbarkeit
Pflegesessel können manuell oder elektrisch verstellt werden, wodurch die Selbständigkeit seiner Nutzer und deren Teilhabe am sozialen Leben gewahrt bleiben. Die Verstellfunktion übernimmt bei elektrischen Varianten ein Motor, der per Kabel-Fernbedienung angesteuert wird, damit die Fernbedienung fest mit dem Sessel verbunden bleibt. Pflegesessel werden mit Akkus betrieben, um die Mobilität im Wohnbereich oder der Pflegeeinrichtung sicherzustellen.

### Aufstehhilfe
Der Patient erhält Unterstützung beim Aufstehen, indem Sessel oder Sitzfläche motorisch mit leichter Neigung nach vorn angehoben werden. Dadurch können Nutzer ihre Beine unter den Körperschwerpunkt bringen und sicher geführt aufstehen. Im umgekehrten Vorgang werden sie im Stehen abgeholt und anschließend langsam in die Sitzposition abgesenkt.

### Rollstuhlfunktion
Die Ausrüstung mit Bodenrollen, Fußauflage (damit der Betroffene seine Füße beim Rollen geschützt abstellen kann) und Schiebebügel ermöglicht die Funktionalität eines Rollstuhls in Innenräumen. Im Vergleich zum herkömmlichen Rollstuhl, der auch Mobilität verleiht, jedoch Probleme beim langen Sitzen verursachen kann, wird die Muskulatur im Pflegesessel gestützt und ein Zusammensinken verhindert.

### Abnehmbare Armlehnen und Kopfteil

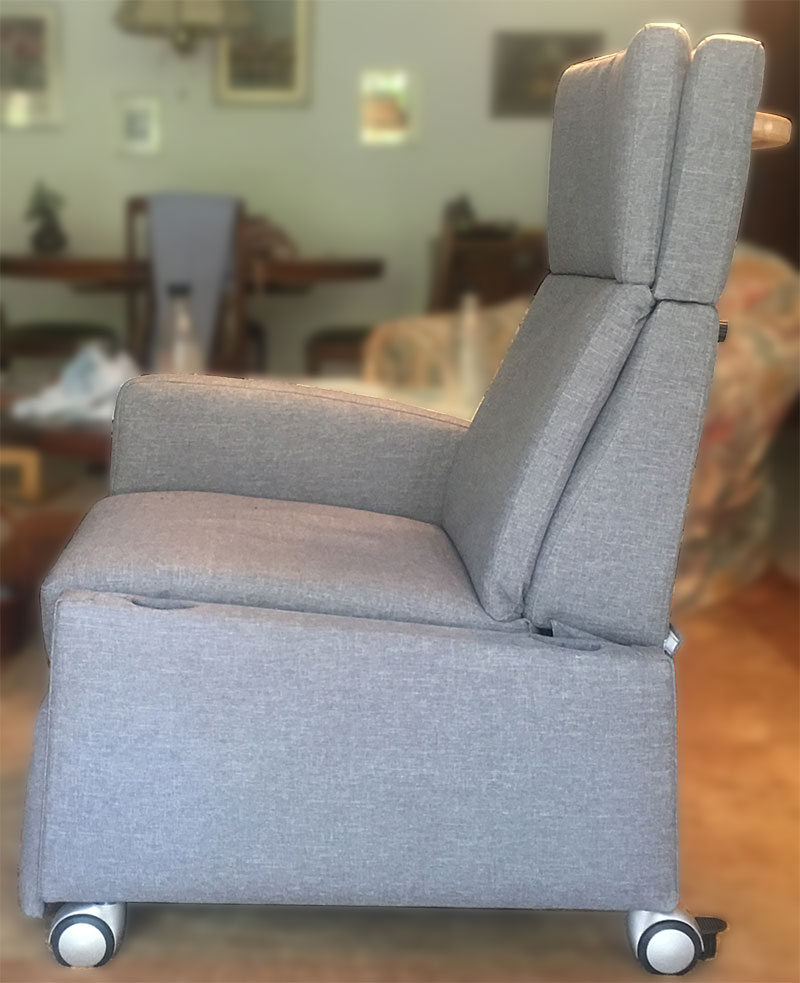
Pflegesessel mit einseitig abgenommener Armlehne. Nutzer gelangen so leichter vom Bett oder Rollstuhl auf den Sessel. Bei Pflege oder ärztlicher Behandlung ermöglicht dies Zugriff auf alle Körperbereiche. Die Armlehnen können sowohl in Sitz- wie in Liegeposition entfernt werden.

Das zeitweilige (vollständige) Entfernen von Armlehnen und Kopfteil erfüllt in der Pflege zwei wichtige Funktionen. Zum einen erleichtert es den Transfer vom Pflegebett oder Treppenlift auf den Pflegesessel. Oftmals kann ein Rutschbrett dann weitere Erleichterung bringen, damit der Betroffene direkt aus der Sitzposition im Bett auf den Pflegesessel „rutschen“ kann. Gleiches gilt für den Transfer vom Rollstuhl auf den Pflegesessel. Zum anderen erleichtert das Entfernen die Pflege oder ärztliche Behandlung, ohne dass die Betroffenen umgesetzt oder gebettet werden müssen, da sie bei der Pflege besser zu erreichen und ärztliche Behandlungen leichter durchzuführen sind.

### Pflegeunterstützung
Professionelle Pflegekräfte genauso wie pflegende Angehörige werden durch den Pflegesessel körperlich entlastet. Verschiedene Ausstattungsmerkmale wie Aufstehhilfe, Rollstuhlfunktion oder abnehmbare Armlehnen und andere Module ermöglichen Betreuern, weniger kraft- und zeitaufwändig zu arbeiten.

## Hygiene-, Desinfektions- und Brandschutzausrüstung
Für den Einsatz in Kliniken und anderen öffentlichen Healthcare-Einrichtungen unterliegen Pflegesessel strengen gesetzlichen Hygienevorschriften, von denen auch die private Pflege profitiert. Ihre Bezugsmaterialien sind nässe- und schmutzresistent, wasserundurchlässig und beständig gegen Desinfektionsmittel, um Keimwachstum zu verhindern. Schwerentflammbare Polsterschäume und Bezüge entsprechen allen Anforderungen des Objekt- und öffentlichen Pflegebereichs und werden bei dafür geeigneten Modellen per Zertifikat belegt.

## Risiken
Ein zu langes Sitzen oder Liegen in unveränderter Position kann zu Druckstellen und zum Dekubitus bei den Pflegepatienten führen.